# Duda-hegy
A Duda-hegy Balatonendréden, a település délnyugati részén található. Déli és keleti oldalán halad a piros háromszög turistajelzés, nyugatabbra pedig az M7-es autópálya. Nevét valószínűleg onnan kapta, hogy a török időkben itt volt a bég mulatóhelye. Ma fő nevezetessége az úgynevezett Barát-lik, amely eredetileg a tihanyi apát dézsmapincéje lehetett, később a helyi lakók a törökök ellen találtak benne menedéket, később pedig a Patkó betyártestvérek egyikének lehetett a búvóhelye, akit a nép csak Patkó Bandinak nevezett.